# Guislaberto I de Rosellón
Guislaberto I (?-1013), conde de Rosellón (991-1013).

## Biografía
Hijo de Gausfredo I, conde de Ampurias y del Rosellón. Tras su fallecimiento sus dos hijos heredaron por separado los  condados, naciendo así una dinastía privativa para cada uno de ellos. Mientras Guislaberto recibía el Rosellón, su hermano Hugo I heredaba Ampurias.
A pesar de la separación de los condados, ambos condes siguieron manteniendo posesiones dentro del territorio del otro, provocando, a causa de ello, unas relaciones hostiles entre ambos hermanos y sus sucesores.
En 1013, al morir Guislaberto, su hermano Hugo I de Ampurias invadió el condado del Rosellón que no abandonaría hasta el año 1020.

## Matrimonio
Se casó con Beliarda de cuya unión nacieron:
- Gausfredo II de Rosellón (?-1074), conde de Rosellón

- Suñer de Rosellón (?-1031), obispo de Elna

- Berenguer de Rosellón (?-1053), obispo de Elna

|  | Precedido por: Gausfredo I | Conde de Rosellón 991 - 1013 | Sucedido por: Gausfredo II |